# Полиция (фильм, 1916)
«Полиция» (англ. Police, другие названия — Charlie in the Police / Charlie the Burglar / Housebreaker) — немой короткометражный фильм Чарли Чаплина, выпущенный 27 марта 1916 года, и последний, снятый им на киностудии «Essanay Studios».

## Сюжет
Бродяга выходит из тюрьмы и сразу попадает в руки лжепроповедника, который похищает его последние деньги. Затем Бродяге попадается настоящий проповедник, которого он, приняв за очередного проходимца, прогоняет сам. Бывший заключённый не может купить еды и поспать в ночлежке, да ещё и вынужден убегать от заинтересовавшейся им полиции. Вскоре он встречает на улице своего бывшего сокамерника, который предлагает ему ограбить один богатый дом. Преступники отправляются на дело, однако Бродяга даже не подозревает, что в этом доме он найдёт свою любовь…

## В ролях
- Чарли Чаплин — бывший заключённый
- Эдна Пёрвиэнс — хозяйка дома
- Уэсли Рагглз — сокамерник бывшего заключённого
- Джон Рэнд — полицейский
- Лео Уайт — продавец фруктов / хозяин ночлежки / полицейский
- Билли Армстронг — лжепроповедник
- Фред Гудвинс — проповедник / полицейский
- Бад Джемисон — посетитель ночлежки
- Пэдди Макгуайр — посетитель ночлежки

## Интересный факт
В 1918 году из отрывков этого фильма и ещё двух чаплинских короткометражек («Работа» и «Жизнь») Лео Уайтом была смонтирована комедийная лента «Тройная неприятность», созданная без согласия самого Чаплина и продолжающая сцену в ночлежке из «Полиции».